# رایان نوبل
رایان نوبل (انگلیسی: Ryan Noble؛ زادهٔ ۶ نوامبر ۱۹۹۱) یک بازیکن فوتبال اهل بریتانیا است.